# Stasys Sabaliauskas
Stasys Sabaliauskas (ur. 22 kwietnia 1905 w Kownie, zm. 16 kwietnia 1927 tamże) – litewski piłkarz, koszykarz i lekkoatleta, olimpijczyk.

## Życiorys
Od 1922 do 1926 roku był zawodnikiem i kapitanem klubu Kovas Kowno. W latach 1924–1926 zdobył trzykrotnie mistrzostwo Litwy w piłce nożnej. Ponadto w 1922 roku został wicemistrzem kraju (klub funkcjonował wtedy pod nazwą LFLS Szańce), a w 1923 roku zajął trzecie miejsce.
Otrzymał powołanie do reprezentacji narodowej na Letnie Igrzyska Olimpijskie 1924 (debiut Litwy na igrzyskach olimpijskich). Litwini rozegrali jeden mecz; w pojedynku 1/16 finału reprezentanci tego kraju przegrali z drużyną Szwajcarii 0–9 i odpadli z turnieju. Wystąpił także w rozegranym dwa dni później spotkaniu towarzyskim przeciwko zespołowi egipskiemu (0–10). W latach 1924–1926 zagrał w sześciu spotkaniach międzynarodowych – zdobył łącznie trzy bramki (do 1930 roku był najskuteczniejszym strzelcem reprezentacji Litwy), a dwukrotnie pełnił rolę kapitana zespołu. Ostatni mecz w kadrze zagrał w sierpniu 1926 roku – Litwini przegrali 2–3 z Łotwą.
W 1925 roku został mistrzem Litwy w koszykówce. Zagrał w dwóch pierwszych spotkaniach międzynarodowych reprezentacji Litwy. Odbyły się one w 1925 i 1926 roku – Litwini przegrali obydwa mecze z kadrą łotewską (Sabaliauskas uzyskał w nich łącznie 12 punktów). Uprawiał także lekkoatletykę – w 1923 roku zdobył srebrne medale mistrzostw kraju w trójskoku (11,13 m) i rzucie oszczepem (37,38 m), a w 1926 roku został mistrzem Litwy w pchnięciu kulą (10,04 m).
W 1927 roku ukończył Wyższą Szkołę Handlową w Kownie. 3 kwietnia 1927 roku został postrzelony przez rabusia. W wyniku odniesionych obrażeń zmarł 16 kwietnia 1927 roku, mając niespełna 22 lata  – pochowano go razem z bratem Juozasem (zmarłym w 1925 roku). W celu upamiętnienia Sabaliauskasa, wszystkie mecze ligi litewskiej w sezonie 1927 rozpoczynano minutą ciszy.
Jego bracia Juozas i Zigmas również byli piłkarzami (Juozas był medalistą mistrzostw kraju, a Zigmas 20-krotnym reprezentantem kraju).

### Mecze w reprezentacji
| Mecze i gole w reprezentacji | Mecze i gole w reprezentacji | Mecze i gole w reprezentacji | Mecze i gole w reprezentacji | Mecze i gole w reprezentacji | Mecze i gole w reprezentacji | Mecze i gole w reprezentacji | Mecze i gole w reprezentacji     |
| Litwa                        | Litwa                        | Litwa                        | Litwa                        | Litwa                        | Litwa                        | Litwa                        | Litwa                            |
| Lp.                          | Data                         | Miejsce                      | Reprezentacja                | Przeciwnik                   | Wynik                        | Gol                          | Rozgrywki                        |
| ---------------------------- | ---------------------------- | ---------------------------- | ---------------------------- | ---------------------------- | ---------------------------- | ---------------------------- | -------------------------------- |
| 1.                           | 25.05.1924                   | Paryż                        | Litwa                        | Szwajcaria                   | 0:9                          |                              | Letnie Igrzyska Olimpijskie 1924 |
| 2.                           | 27.05.1924                   | Paryż                        | Litwa                        | Królestwo Egiptu             | 0:10                         |                              | Mecz towarzyski                  |
| 3.                           | 28.06.1925                   | Kowno                        | Litwa                        | Estonia                      | 0:1                          |                              | Mecz towarzyski                  |
| 4.                           | 20.09.1925                   | Ryga                         | Litwa                        | Łotwa                        | 2:2                          | Gol · Kapitan                | Mecz towarzyski                  |
| 5.                           | 13.06.1926                   | Tallinn                      | Litwa                        | Estonia                      | 1:3                          | Gol · Kapitan                | Mecz towarzyski                  |
| 6.                           | 21.08.1926                   | Kowno                        | Litwa                        | Łotwa                        | 2:3                          | Gol                          | Mecz towarzyski                  |